# Mykola Kudryc'kyj
Mykola Mychajlovyč Kudryc'kyj, meglio noto come Nikolaj Kudrickij da cittadino sovietico e come Nikolai Kodritzki durante il suo periodo in Israele (in ucraino Микола Михайлович Кудрицький?, in russo Николай Михайлович Кудрицкий?, Nikolaj Michajlovič Kudrickij, angl. Nikolay Kudritskiy; Dnipropetrovs'k, 6 ottobre 1962 – Ra'anana, 16 marzo 1994), è stato un calciatore ucraino, fino al 1991 sovietico, di ruolo attaccante.

## Carriera

### Club
Durante la carriera ha vestito le maglie di Kolos Nikopol, Krivbass Krivoj, Dnepr, terminando la carriera in Israele. Ha giocato anche 11 incontri di Coppa UEFA e 6 di Coppa dei Campioni, segnando una doppietta il 12 settembre 1989 a Belfast, contro il Linfield (1-2). Dopo aver vinto una Coppa delle Federazioni sovietiche, il campionato 1988 e una Coppa dell'URSS, si fa notare nel torneo sovietico del 1989, piazzandosi quarto tra i marcatori con 10 reti in 29 giornate di campionato, miglior marcatore del Dnepr che termina l'annata al secondo posto due punti dietro lo Spartak Mosca. Nel 1991 si trasferisce in Israele, dove diviene subito protagonista: 14 gol in 26 giornate nella prima annata, durante la quale vince anche la Coppa nazionale, 17 reti in 32 incontri nella seconda stagione, 20 marcature in 27 sfide di campionato (quarto nella classifica capocannonieri) nella terza, che per Kudrickij sarà tragicamente anche l'ultima: il 16 marzo del 1994, mentre stava tornando da un'amichevole, perisce in un incidente stradale, a soli 32 anni.
Totalizza 293 presenze e 105 gol in tutti i campionati, alla media di 0,36 reti a partita.

## Palmarès

### Club

#### Competizioni nazionali
- Kubok Federacii SSSR: 2

Dnepr: 1986, 1989
- Campionato sovietico: 1

Dnepr: 1988
- Kubok SSSR: 1

Dnepr: 1988-1989
- Toto Cup: 1

Bnei Yehuda: 1991-1992